# Vítězslav Veselý
Vítězslav Veselý (n. 27 februarie 1983, Hodonín, Moravia de Sud, Cehia) este un aruncător de suliță ce a reprezentat Cehia, medaliat olimpic. A participat la 4 ediții ale Jocurilor Olimpice (2008, 2012, 2016, 2020) în care a câștigat două medalii de bronz.

## Achievements
| An   | Competiție                      | Locație                  | Loc | Note    |
| ---- | ------------------------------- | ------------------------ | --- | ------- |
| 2002 | Campionatul Mondiali de Juniori | Kingston, Jamaica        | 9   | 68,76 m |
| 2008 | Jocurile Olimpice               | Beijing, China           | 12  | 76,76 m |
| 2009 | Campionatul Mondial             | Berlin, Germania         | 28  | 75,76 m |
| 2010 | Campionatul European            | Barcelona, Spania        | 9   | 77,83 m |
| 2011 | Campionatul Mondial             | Daegu, Coreea de Sud     | 4   | 84,11 m |
| 2012 | Campionatul European            | Helsinki, Finlanda       | 1   | 83,72 m |
| 2012 | Jocurile Olimpice               | Londra, Marea Britanie   | 3   | 83,34 m |
| 2013 | Campionatul Mondial             | Moscova, Rusia           | 1   | 87,17 m |
| 2014 | Campionatul European            | Zürich, Elveția          | 2   | 84,79 m |
| 2014 | Cupa Continentală               | Marrakech, Maroc         | 2   | 83,77 m |
| 2015 | Campionatul Mondial             | Beijing, China           | 8   | 83,13 m |
| 2016 | Campionatul European            | Amsterdam, Țările de Jos | 2   | 83,59 m |
| 2016 | Jocurile Olimpice               | Rio de Janeiro, Brazilia | 7   | 82,51 m |
| 2017 | Campionatul Mondial             | Londra, Marea Britanie   | 26  | 75,50 m |
| 2019 | Campionatul Mondial             | Doha, Qatar              | –   | NS      |
| 2021 | Jocurile Olimpice               | Tokio, Japonia           | 3   | 85,44 m |
| 2022 | Campionatul European            | München, Germania        | 4   | 84,36 m |